# 阿德里安·布考斯基
阿德里安·布考斯基（波蘭語：Adrian Buchowski；1991年9月30日—）是一位波蘭排球運動員。他現在效力於波蘭球隊Effector Kielce。他也是波蘭國家男子排球隊的一員。